# Pelleas und Melisande (Schönberg)
Pelléas en Mélisande opus 5 is een compositie voor groot orkest van de Oostenrijkse componist Arnold Schönberg.

## Geschiedenis
Collega-componist Richard Strauss gaf Schönberg de hint een werk te componeren op basis van het beroemde toneelstuk Pelléas et Mélisande van Maurice Maeterlinck. Schönberg zag kennelijk ook wel wat in het toneelstuk en begon er in 1902 aan. Uiteindelijk was zijn symfonisch gedicht voltooid op 28 februari 1903. 

## Compositie
Schönberg was nog niet toe aan zijn atonaliteit en serialisme en leverde een laat-romantisch werk af. Dat hij deze romantiek tot het uiterste oprekte zal geen verbazing wekken. Hij schreef het werk voor groot orkest en daarmee wilde hij de grote vakbroeders Richard Wagner en Richard Strauss eren. Alhoewel voor groot orkest geschreven zit het werk vol met allerlei details. De personen Pelléas, Mélisande en Golaud hebben allen een eigen thema (met daarop weer variaties) gekregen. De compositie van ongeveer 45 minuten wordt in één vloeiende beweging uitgevoerd; er zijn wel aanduidingen van delen, maar dat is meer om tempowisselingen te omschrijven: Begin, Lebshaft, Sehr Rasch, Repetitie 23, Langsam, Sehr langsam, Sehr langsam. Zoals gebruikelijk in de romantiek lopen de emoties hoog op in het werk (Sturm und Drang).

## Premiere
Toen Schönberg zelf de première van zijn compositie gaf op 26 januari 1905 in Wenen waren de Oostenrijkers daar nog niet aan toe. Sommigen zeiden dat Schönberg opgesloten moest worden in een psychiatrisch ziekenhuis; anderen vonden dat hij geen papier meer mocht krijgen om verder te componeren.

Dirigent en componist Alexander von Zemlinsky vernam ook deze kritiek. Hij wilde het werk een première geven in Praag, maar stelde Schönberg voor een aantal passages te schrappen. Dat was tegen het zere been van de componist, die er trots op was nooit passages geschrapt te hebben. Hij ging uit van het standpunt dat een compositie als het leven was; er zitten goede dingen in, maar ook slechte.
 
Dat Schönberg niet geheel tevreden was met dit werk, blijkt uit een verklaring naar Richard Strauss toe op 14 augustus 1906. Hij stelde voor enige composities op het programma te zetten voor de zomerconcertreeks, daarbij vond hij zijn Orkestliederen opus 8 veel volwassener klinken.

## Bron en discografie
- Uitgave Koch in de reeks: De Muziek van Arnold Schönberg; Philharmonia Orchestra o.l.v. Robert Craft;
- DGG: Berliner Philharmoniker o.l.v. Herbert von Karajan.
- Erato: Chicago Symphony Orchestra o.l.v. Pierre Boulez.